# Pierwszy rząd Andreja Plenkovicia
Pierwszy rząd Andreja Plenkovicia – czternasty rząd Republiki Chorwacji od rozpoczęcia w 1990 procesu demokratyzacji.
Gabinet rozpoczął urzędowanie 19 października 2016. Powstał po przedterminowych wyborach parlamentarnych z 11 września 2016. Po poprzednich wyborach z 8 listopada 2015 Chorwacka Wspólnota Demokratyczna (HDZ) i Most porozumiały się w sprawie koalicji. Utworzyły wówczas wspólny rząd, na czele którego stanął bezpartyjny menedżer Tihomir Orešković. Gabinet utracił jednak większość w parlamencie w czerwcu 2016, co skutkowało nowymi wyborami. W tych ostatnich ponownie zwyciężyła HDZ, kierowana przez nowego przewodniczącego – Andreja Plenkovicia.
Lider HDZ zebrał 91 podpisów deputowanych pod swoją kandydaturą na premiera. 10 października 2016 prezydent Kolinda Grabar-Kitarović desygnowała lidera HDZ na urząd premiera, powierzając mu misję utworzenia rządu. Skład gabinetu, obejmujący przedstawicieli Chorwackiej Wspólnoty Demokratycznej i Mostu, został ogłoszony 18 października 2016.
19 października 2016 Zgromadzenie Chorwackie większością 91 głosów za (przy 45 przeciw i 3 wstrzymujących się) udzieliło nowemu rządowi wotum zaufania. W kwietniu 2017 po rozpadzie koalicji zdymisjonowano ministrów z Mostu. Po kilku tygodniach rozmów koalicyjnych HDZ zawiązała sojusz z Chorwacką Partią Ludową (HNS). 9 czerwca 2017 doszło do rekonstrukcji gabinetu. Kolejna rekonstrukcja rządu nastąpiła 19 lipca 2019.
Gabinet urzędował do 23 lipca 2020, gdy zatwierdzony został drugi rząd dotychczasowego premiera.

## Skład rządu
| Stanowisko                                                              | Minister              | Okres urzędowania                        | Partia |
| ----------------------------------------------------------------------- | --------------------- | ---------------------------------------- | ------ |
| Premier                                                                 | Andrej Plenković      | od 19 października 2016 do 23 lipca 2020 | HDZ    |
| Wicepremier, minister budownictwa i zagospodarowania przestrzennego     | Predrag Štromar       | od 9 czerwca 2017 do 23 lipca 2020       | HNS    |
| Wicepremier                                                             | Davor Božinović       | od 19 lipca 2019 do 23 lipca 2020        | HDZ    |
| Minister spraw wewnętrznych                                             | Davor Božinović       | od 9 czerwca 2017 do 23 lipca 2020       | HDZ    |
| Wicepremier                                                             | Zdravko Marić         | od 19 lipca 2019 do 23 lipca 2020        | HDZ    |
| Minister finansów                                                       | Zdravko Marić         | od 19 października 2016 do 23 lipca 2020 | HDZ    |
| Minister spraw zagranicznych i europejskich                             | Gordan Grlić Radman   | od 19 lipca 2019 do 23 lipca 2020        | HDZ    |
| Minister sprawiedliwości                                                | Dražen Bošnjaković    | od 9 czerwca 2017 do 23 lipca 2020       | HDZ    |
| Minister kultury                                                        | Nina Obuljen Koržinek | od 19 października 2016 do 23 lipca 2020 | HDZ    |
| Minister turystyki                                                      | Gari Cappelli         | od 19 października 2016 do 23 lipca 2020 | HDZ    |
| Minister gospodarki, małej i średniej przedsiębiorczości oraz rzemiosła | Darko Horvat          | od 25 maja 2018 do 23 lipca 2020         | HDZ    |
| Minister nauki i edukacji                                               | Blaženka Divjak       | od 9 czerwca 2017 do 23 lipca 2020       | HNS    |
| Minister ochrony środowiska i energii                                   | Tomislav Ćorić        | od 9 czerwca 2017 do 23 lipca 2020       | HDZ    |
| Minister spraw morskich, transportu i infrastruktury                    | Oleg Butković         | od 19 października 2016 do 23 lipca 2020 | HDZ    |
| Minister ds. weteranów                                                  | Tomo Medved           | od 19 października 2016 do 23 lipca 2020 | HDZ    |
| Minister zdrowia                                                        | Vili Beroš            | od 31 stycznia 2020 do 23 lipca 2020     | HDZ    |
| Minister administracji publicznej                                       | Ivan Malenica         | od 19 lipca 2019 do 23 lipca 2020        | HDZ    |
| Minister pracy i systemu emerytalnego                                   | Josip Aladrović       | od 19 lipca 2019 do 23 lipca 2020        | HDZ    |
| Minister demografii, rodziny, młodzieży i polityki społecznej           | Vesna Bedeković       | od 19 lipca 2019 do 23 lipca 2020        | HDZ    |
| Minister rolnictwa                                                      | Marija Vučković       | od 19 lipca 2019 do 23 lipca 2020        | HDZ    |
| Minister rozwoju regionalnego i zarządzania funduszami europejskimi     | Marko Pavić           | od 19 lipca 2019 do 23 lipca 2020        | HDZ    |
| Minister własności państwowej                                           | Mario Banožić         | od 19 lipca 2019 do 23 lipca 2020        | HDZ    |

## Byli członkowie rządu
| Stanowisko                                                                           | Minister                | Okres urzędowania                            | Partia |
| ------------------------------------------------------------------------------------ | ----------------------- | -------------------------------------------- | ------ |
| Minister ochrony środowiska i energii                                                | Slaven Dobrović         | od 19 października 2016 do 27 kwietnia 2017  | Most   |
| Minister spraw wewnętrznych                                                          | Vlaho Orepić            | od 19 października 2016 do 27 kwietnia 2017  | Most   |
| Minister sprawiedliwości                                                             | Ante Šprlje             | od 19 października 2016 do 27 kwietnia 2017  | Most   |
| Wicepremier, minister administracji publicznej                                       | Ivan Kovačić            | od 19 października 2016 do 28 kwietnia 2017  | Most   |
| Minister nauki i edukacji                                                            | Pavo Barišić            | od 19 października 2016 do 9 czerwca 2017    | HDZ    |
| Minister pracy i systemu emerytalnego                                                | Tomislav Ćorić          | od 19 października 2016 do 9 czerwca 2017    | HDZ    |
| Wicepremier, minister spraw zagranicznych i europejskich                             | Davor Ivo Stier         | od 19 października 2016 do 19 czerwca 2017   | HDZ    |
| Wicepremier, minister gospodarki, małej i średniej przedsiębiorczości oraz rzemiosła | Martina Dalić           | od 19 października 2016 do 14 maja 2018      | HDZ    |
| Minister budownictwa i zagospodarowania przestrzennego                               | Lovro Kuščević          | od 19 października 2016 do 9 czerwca 2017    | HDZ    |
| Minister administracji publicznej                                                    | Lovro Kuščević          | od 9 czerwca 2017 do 8 lipca 2019            | HDZ    |
| Minister bez teki                                                                    | Goran Marić             | od 19 października 2016 do 15 listopada 2016 | HDZ    |
| Minister własności państwowej                                                        | Goran Marić             | od 15 listopada 2016 do 15 lipca 2019        | HDZ    |
| Minister demografii, rodziny, młodzieży i polityki społecznej                        | Nada Murganić           | od 19 października 2016 do 19 lipca 2019     | HDZ    |
| Minister pracy i systemu emerytalnego                                                | Marko Pavić             | od 9 czerwca 2017 do 19 lipca 2019           | HDZ    |
| Wicepremier, minister spraw zagranicznych i europejskich                             | Marija Pejčinović Burić | od 19 czerwca 2017 do 19 lipca 2019          | HDZ    |
| Wicepremier                                                                          | Tomislav Tolušić        | od 25 maja 2018 do 19 lipca 2019             | HDZ    |
| Minister rolnictwa                                                                   | Tomislav Tolušić        | od 19 października 2016 do 19 lipca 2019     | HDZ    |
| Minister rozwoju regionalnego i zarządzania funduszami europejskimi                  | Gabrijela Žalac         | od 19 października 2016 do 19 lipca 2019     | HDZ    |
| Minister zdrowia                                                                     | Milan Kujundžić         | od 19 października 2016 do 28 stycznia 2020  | HDZ    |
| Wicepremier, minister obrony                                                         | Damir Krstičević        | od 19 października 2016 do 14 maja 2020      | HDZ    |